# Asenovo, Iambol
Asenovo (în bulgară Асеново) este un sat în comuna Tundja, regiunea Iambol,  Bulgaria. 

## Demografie
Componența etnică a satului Asenovo
     Bulgari (96,84%)
     Nicio identificare (3,15%)
     Altele (0%)
La recensământul din 2011, populația satului Asenovo era de 95 locuitori. Din punct de vedere etnic, majoritatea locuitorilor (96,84%) erau bulgari. Pentru 3,15% din locuitori nu este cunoscută apartenența etnică.